# Ridgeway, Tasmanien
Ridgeway är en ort i Australien. Den ligger i kommunen Hobart och delstaten Tasmanien, i den sydöstra delen av landet, nära delstatshuvudstaden Hobart. Närmaste större samhälle är Hobart, nära Ridgeway. 